# Промышленный регион Кэсон
Промышленный регион Кэсо́н (кор. 개성 공업 지구?, 開城工業地區?) — специальный административный регион в КНДР. Был отделён в 2002 году от города Кэсон. Расположен в 10 километрах к северу от демилитаризованной зоны. Площадь региона — 66 км². 

## История создания
Кэсонский промышленный парк (технопарк Кэсон) был основан  совместно с правительством Южной Кореи. Строительство началось в июне 2003 года, а в августе 2003 КНДР и Южная Корея подписали несколько соглашений, касающихся инвестиций в регион. 
Начальная фаза строительства была закончена к июню 2004 года, а открылся промышленный парк в декабре 2004 года.
В начале существования парка здесь разместили производство 15 южнокорейских компаний. К марту 2005 года три из них запустили производство. Комплекс включает 120 южнокорейских малых и средних компаний, осуществляющих производство одежды, посуды, часов и другой продукции на общую сумму, составившую 1,65 млрд долларов с 2004 по 2011 гг. 
Предприятия выплачивают подоходный налог в размере от 10 до 14 %, за исключением первых пяти лет, и 50 % налога в течение трёх лет, начиная с момента прибыльности. 
Перевозка товаров из промзоны в Кэсоне вносит основной вклад в товарооборот между двумя Кореями.
На комплексе занято (на 2012 год) — 53 448 северокорейских (72 % среди них — женщины) и 786 южнокорейских рабочих. 
Несмотря на все трудности, чинимые как Пхеньяном, так и Сеулом, определённая выгода в комплексе есть — на обучение техническим навыкам северокорейского рабочего требуется 1—3 месяца (на обучение китайского рабочего — 6 месяцев), средняя рабочая неделя (с учетом сверхурочных, официально 48 часов) составляла в 2006 году 55,2 часа в неделю, в 2012 году 61,6 часов в неделю. Производительность труда составляла 70—80 % от южнокорейского уровня. 
Тем не менее, по итогам 2011 года 119 южнокорейских фирм в Кэсоне вышли в чистый убыток и лишь 4 получили прибыль. 
Зарплата северокорейским рабочим выдается (после всех вычетов) властями КНДР в виде долларовых купонов на приобретение товаров в специальных магазинах.

## Остановка работы в 2013 году
В связи с обострившимися отношениями между Южной и Северной Кореей, в апреле 2013 года КНДР закрыла доступ в Кэсон сначала южнокорейским работникам, затем — и северокорейским. Таким образом, производство в промышленном парке остановилось. По сообщениям прессы, в Кэсоне осталось несколько сотен южнокорейских сотрудников, чтобы следить за оборудованием, пока не закончатся запасы еды.
В августе 2013 г. КНДР заявила о намерении возобновить работу промышленного региона Кэсон.
16 сентября 2013, после длительных и напряженных переговоров между Севером и Югом, стороны возобновили работу совместного комплекса.
Были также приняты решения:
- создать совместный орган по управлению комплексом[9];
- привлекать иностранных инвесторов;
- повысить налоги с работающих в Кэсоне компаний;
- восстановить линию военной связи между Пхеньяном и Сеулом.

Также стороны объявили о решении впредь не прекращать работу проекта ни при каких обстоятельствах.

## Закрытие в 2016 году
10 февраля 2016 года Южная Корея заявила о прекращении работы промышленной зоны Кэсон после испытания КНДР ракеты дальнего радиуса действия. 11 февраля власти Северной Кореи выдворили 280 рабочих с Юга с территории технопарка и перебросили туда военные подразделения. 
12 февраля Южная Корея прервала подачу электроэнергии и воды на территорию комплекса. Южнокорейское оборудование было вывезено.
С 2018 по 2020 годы Промзона продолжала работать.